# 이민준 (1964년)
이민준(李民晙, 1964년 6월 2일 ~ )은 대한민국의 정치인으로, 전라남도의회 의원이다.

## 학력
- 금성중학교
- 나주공업고등학교
- 동신대학교 경영학과
- 전남대학교 정책대학원 도시 및 지역개발정책과 석사과정 졸업

## 경력
- 2002년 7월 1일 ~ 2006년 6월 30일: 제7대 전라남도의회 의원
- 2014년 7월 1일 ~ 2018년 6월 30일: 제10대 전라남도의회 의원
- 2018년 7월 1일 ~ 2022년 4월 1일: 제11대 전라남도의회 의원
  - 2018.07 ~ 2020.06: 제11대 전라남도의회 전반기 부의장

## 역대 선거 결과
|  | 50.23% |

|  | 35.01% |

|  | 48.43% |

|  | 55.16% |

|  | 73.00% |